# TED (konferencja)

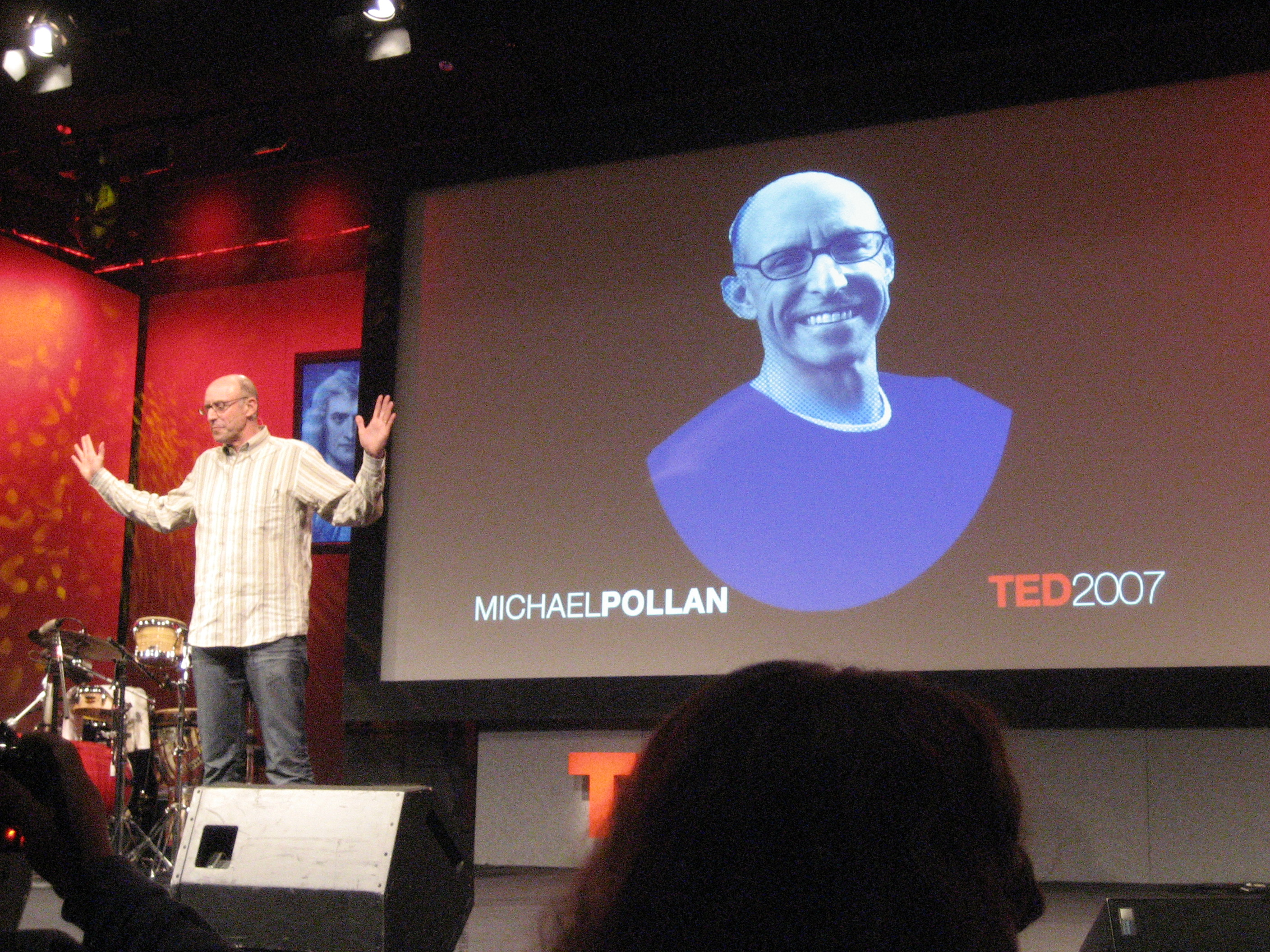
Michael Pollan podczas TED2007

TED (Technology, Entertainment and Design – Technika, Rozrywka i Projektowanie) – marka konferencji naukowych organizowanych corocznie przez amerykańską fundację non-profit Sapling Foundation. Celem konferencji jest popularyzacja – jak głosi motto – „idei wartych propagowania”.

## Historia
Pierwsza konferencja odbyła się w 1984 roku i mimo lekcji Benoît Mandelbrota, urodzonego w Polsce znanego francuskiego matematyka, nie odniosła sukcesu finansowego. W 1990 roku kolejna konferencja pod tą nazwą odbyła się w Monterey w Kalifornii i od tego czasu wydarzenie jest organizowane corocznie. Choć początkowo na jej łamach ze względu na bliskość Doliny Krzemowej obecny był głównie profil techniczny, aktualnie jej tematyka dotyczy także nauki oraz kultury; prezentowane są także lekcje dotyczące innych dziedzin życia człowieka.
Fundacja należąca do byłego dziennikarza komputerowego i wydawcy Chrisa Andersona kupiła markę konferencji w 2000 roku, zaś on sam stał się głównym kuratorem organizacji po konferencji w 2002 roku. Od 2009 do 2014 roku główna konferencja TED odbywała się w Long Beach i Palm Springs, następnie przeniesiono ją do Vancouver w Kanadzie. Od czerwca 2006 roku lekcje są udostępniane online na licencji Creative Commons na stronie www oraz kanale YouTube, gdzie TED udostępnił ponad 2100 lekcji, oglądanych w sumie ponad miliard razy.
W 2006 roku wstęp na konferencję kosztował 4400 USD, a w 2007 roku wprowadzono system corocznej opłaty w wysokości 6000 dolarów, na którą składa się między innymi udział w konferencji i różnego rodzaju materiały dodatkowe.
W biurach TED w Nowym Jorku i Vancouver pracuje około 140 osób.

## Konferencja

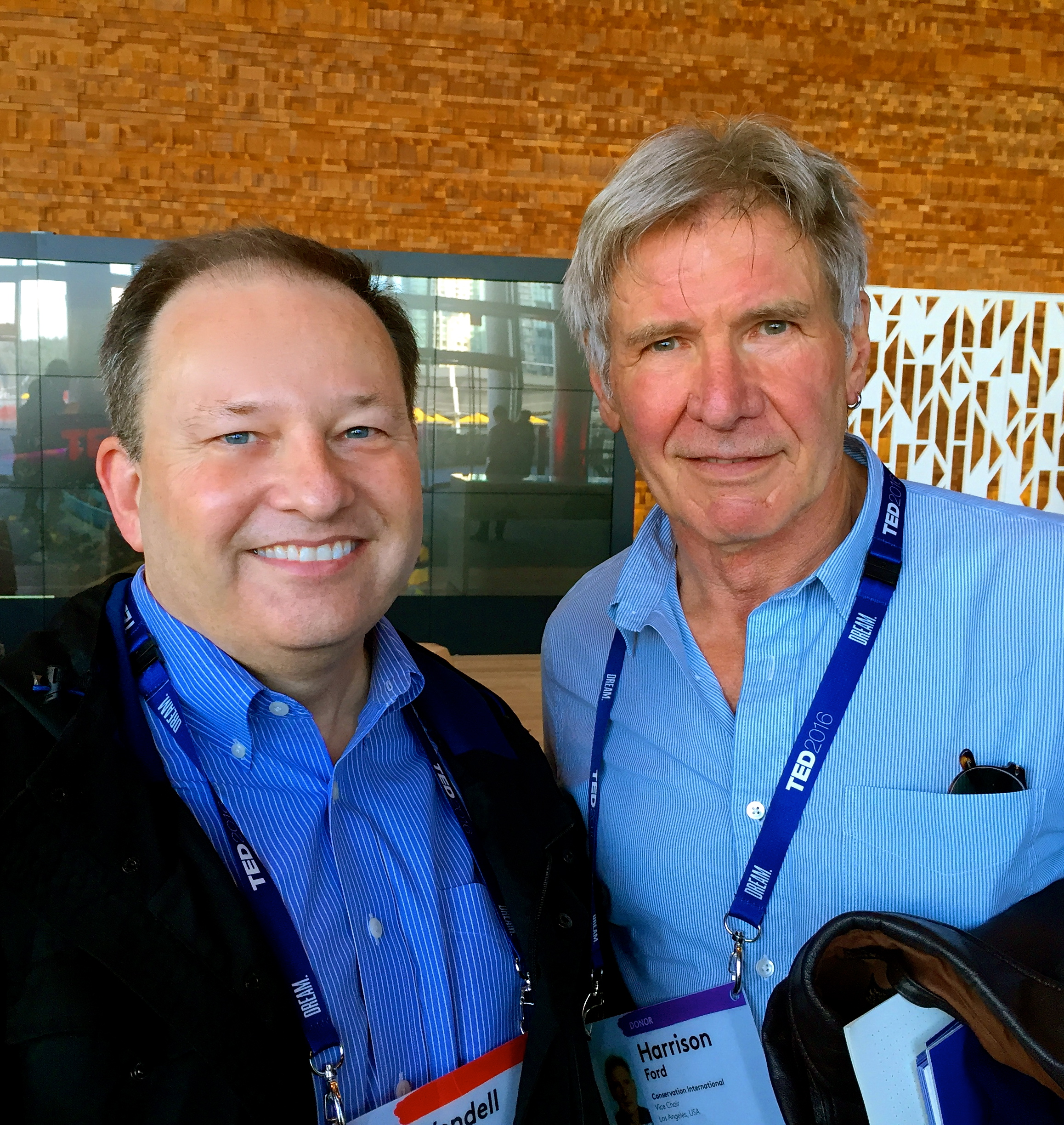
Wendell Brown i Harrison Ford podczas TED2016

Każdy mówca dostaje maksymalnie 18 minut, aczkolwiek większości lektorów wystarcza mniej czasu, a najdłuższa zarejestrowana lekcja TED ma ponad 35 minut. Wśród najważniejszych uczestników znalazło się wielu wybitnych naukowców, polityków, przedsiębiorców i działaczy społecznych, m.in.: Gordon Brown, Bill Clinton, Richard Dawkins, Bill Gates, Jane Goodall, Stephen Hawking, Naomi Klein, Monica Lewinsky, Colin Powell, Robert Sapolsky Edward Snowden, Jimmy Wales. Wśród lektorów było też wielu laureatów Nagrody Nobla. Pierwszym Polakiem na konferencji TED był Jacek Utko (2009).

## TED Global
W 2005 roku utworzono siostrzaną konferencję TED Global zorientowaną bardziej na sprawy ogólnoświatowe, niż wyłącznie amerykańskie. Odbywa się ona corocznie w innym miejscu na świecie. Do tej pory odbyła się ona między innymi w Wielkiej Brytanii, Tanzanii, Szkocji i Brazylii. Europejskim dyrektorem TED i kuratorem TED Global jest Szwajcar, Bruno Giussani.

## TEDx
Konferencje TEDx są niezależne od TED, jednak stosują format analogiczny do tej konferencji. Mogą zostać zorganizowane przez kogokolwiek, kto otrzyma bezpłatną licencję od organizacji oraz będzie stosował się do ściśle określonych reguł. Konferencje nie mogą przynosić zysków, a koszty pokrywać mogą opłaty za wstęp lub sponsorzy. Lektorzy nie otrzymują wynagrodzenia i zgadzają się na publikację nagrania na koncie TEDx w portalu YouTube na licencji takiej samej, jak lekcje TED oraz na ewentualny montaż nagrania i emisję na stronie TED.com. W 2011 roku rozpoczęto program „TEDx in a Box”, który wspiera organizatorów konferencji w krajach rozwijających się. Jednym z lektorów TEDx był fiński muzyk Sebastain Teir „Kebu”.

### TEDxYouth
Konferencje TEDxYouth są niezależnym programem stworzonym przez TED dla uczniów gimnazjów i liceów. Na konferencji TEDxYouth występują lektorzy w podobnym wieku, co słuchacze, mogą być także prezentowane lekcje TED. Konferencje TEDxYouth miały miejsce między innymi w Tarnowie i Warszawie.

### TEDxKids
Konferencje TEDxKids są niezależnym programem skierowanym do uczniów szkół podstawowych, zorganizowanym podobnie do TEDxYouth. W Polsce miało miejsce kilka konferencji spod znaku TEDxKids, między innymi w Gdańsku i Krakowie.

### TEDxWoman
Konferencje TEDxWoman są programem podobnym do TEDx, ale zorientowanym bardziej na sprawy kobiet, które są większością zarówno lektorów, jak i publiczności. Bardzo często łączone są z transmisją z TEDWoman, konferencji organizowanej w Kalifornii. Polska konferencja tego typu miała miejsce w Warszawie.
W styczniu 2014 roku biblioteka TEDx zawierała 30000 lekcji z ponad 130 krajów, w tym Polski.

## TED Prize
Od 2005 roku przyznawane są nagrody TED Prize, do 2009 roku trzej laureaci otrzymywali po 100 tys. dolarów, a od 2010 roku zwycięzcy wręczano jedną w wysokości 300000 USD (od 2013 roku nagroda wynosi milion USD). Celem TED Prize jest umożliwienie realizacji projektu mającego zmienić świat.
Laureatami nagrody w poprzednich latach byli:
| 2005             | 2006             | 2007                  | 2008            | 2009               | 2010         | 2011 | 2012         | 2013         | 2014           | 2015       | 2016         | 2017        |
| ---------------- | ---------------- | --------------------- | --------------- | ------------------ | ------------ | ---- | ------------ | ------------ | -------------- | ---------- | ------------ | ----------- |
| Bono             | Larry Brilliant  | Bill Clinton          | Neil Turok      | Sylvia Earle       | Jamie Oliver | JR   | The City 2.0 | Sugata Mitra | Charmian Gooch | David Isay | Sarah Parcak | Raj Panjabi |
| Edward Burtynsky | Jehane Noujaim   | Edward Osborne Wilson | Dave Eggers     | Jill Tarter        | Jamie Oliver | JR   | The City 2.0 | Sugata Mitra | Charmian Gooch | David Isay | Sarah Parcak | Raj Panjabi |
| Robert Fischell  | Cameron Sinclair | James Nachtwey        | Karen Armstrong | José Antonio Abreu | Jamie Oliver | JR   | The City 2.0 | Sugata Mitra | Charmian Gooch | David Isay | Sarah Parcak | Raj Panjabi |

## TED Fellows
Wprowadzony pierwotnie podczas konferencji TEDAfrica w 2007 roku program stypendialny TED Fellows składa się z dwóch części. Przed każdą konferencją TED i TEDGlobal organizacja wybiera 20 stypendystów (Fellows) na podstawie nadsyłanych zgłoszeń. Status Fellow otrzymuje się na rok, jednakże 15 Fellows przed rozpoczęciem konferencji w roku kolejnym otrzymuje na dwa lata status TED Senior Fellow.
Wybór stypendystów oparty jest nie na ich stopniu naukowym, ale dokonaniach i planach na przyszłość. Poza bezpłatnym uczestnictwem w konferencji członkowie tego gremium mają możliwość wygłoszenia dzień przed główną częścią konferencji własnej lekcji, które oznacza się jako „TED Fellow” lub „TED University”. Część z lekcji jest następnie publikowana na stronie TED.

## TEDMED
TEDMED to doroczna konferencja skupiająca się na zdrowiu i medycynie, działająca niezależnie od TED na podstawie bezpłatnej licencji.
Marka TEDMED została stworzona w 1998 przez Rickiego Wurmana. Po 10 latach jej nieaktywności sprzedano ją przedsiębiorcy Markowi Hodoshowi, który wykorzystując ją zorganizował konferencje w San Diego w październiku 2009 roku, z której materiały ukazały się na stronie TED. Rok później zorganizowano drugą edycję.
W 2011 roku Jay Walker za 16 milionów dolarów kupił TEDMED i przeniósł konferencję do Waszyngtonu, gdzie wciąż się odbywa.

## TEDBooks
Książki z serii TEDBooks zawierają opisy ważnych idei, jednakże są tak krótkie, by można je było przeczytać od razu. Serię uruchomiono we wrześniu 2014 roku. Aktualnie wydano jedenaście książek.

## TED-Ed Clubs
Kluby TED-Ed to inicjatywa stworzona w celu dania młodym ludziom (w wieku od 8 do 18 lat) możliwości podzielenia się ze swoimi rówieśnikami lub innymi ludźmi przemyśleniami na temat, którym się interesują, poprzez wygłoszenie lekcji w formacie TED. Organizacja zapewnia klubom TED bezpłatne programy działania oraz wsparcie. W Polsce takie kluby istnieją między innymi w Legnicy.

## Open Translation Project
Open Translation Project (OTP) został uruchomiony w maju 2009 roku w celu „dotarcia do 4,5 miliarda ludzi, którzy nie znają angielskiego”, jak stwierdził Chris Anderson. Wolontariusze zrzeszeni w OTP zajmują się tworzeniem napisów w różnych językach do lekcji TED i TED-Ed wygłoszonych w języku angielskim, a także transkrypcją i tłumaczeniem na język angielski lekcji tworzonych w innych językach. Wśród członków projektu są zawodowi tłumacze, ale także na przykład studenci. W chwili uruchomienia programu dostępne było 300 tłumaczeń różnych lekcji dokonanych przez 200 wolontariuszy w 40 językach. Do końca 2014 roku stworzono ponad 70000 tłumaczeń w 107 językach. W kwietniu 2019 roku istniało 116 grup językowych mających 33.500 wolontariuszy – autorów ponad 145.000 opublikowanych tłumaczeń i transkrypcji lekcji. Wolontariusze mają dostęp do różnych narzędzi oraz forów dyskusyjnych pozwalających na komunikację z innymi wolontariuszami.
W ramach OTP działa polska grupa językowa, która opublikowała (stan na październik 2016) ponad 2600 tłumaczeń oraz śląska grupa językowa, która opublikowała trzy tłumaczenia.